# Collegio uninominale Puglia - 01 (Senato della Repubblica 2017)
Il collegio elettorale uninominale Puglia - 01 è stato un collegio elettorale uninominale della Repubblica Italiana per l'elezione del Senato tra il 2017 ed il 2022.

## Territorio
Come previsto dalla legge elettorale italiana del 2017, il collegio era stato definito tramite decreto legislativo all'interno della circoscrizione Puglia.
Era formato dal territorio di 9 comuni: Bari, Bitonto, Bitritto, Capurso, Modugno, Noicattaro, Sannicandro di Bari, Triggiano, Valenzano.
Il collegio era quindi interamente compreso nella città metropolitana di Bari.
Il collegio era parte del collegio plurinominale Puglia - 01.

## Eletti
| Elezione | Elezione | Senatore            | Partito            |
| -------- | -------- | ------------------- | ------------------ |
|          | 2018     | Gianmauro Dell'Olio | Movimento 5 Stelle |

## Dati elettorali

### XVIII legislatura
Come previsto dalla legge elettorale, 116 senatori erano eletti con sistema a maggioranza relativa in altrettanti collegi uninominali a turno unico.
| Candidati              | Candidati                     | Voti    | %     | Liste                                | Voti    | %     |
| ---------------------- | ----------------------------- | ------- | ----- | ------------------------------------ | ------- | ----- |
|                        | Gianmauro Dell'Olio ✔️ Eletto | 121 706 | 46,52 | Movimento 5 Stelle                   | 121 706 | 46,52 |
|                        | Filippo Melchiorre            | 77 135  | 29,48 | Forza Italia                         | 49 456  | 18,90 |
| Lega                   | Filippo Melchiorre            | 77 135  | 29,48 | 14 075                               | 5,38    |       |
| Fratelli d'Italia      | Filippo Melchiorre            | 77 135  | 29,48 | 9 988                                | 3,82    |       |
| Noi con l'Italia - UDC | Filippo Melchiorre            | 77 135  | 29,48 | 3 616                                | 1,38    |       |
|                        | Salvatore Campanelli          | 44 166  | 16,88 | Partito Democratico                  | 37 036  | 14,15 |
| +Europa                | Salvatore Campanelli          | 44 166  | 16,88 | 4 672                                | 1,79    |       |
| Italia Europa Insieme  | Salvatore Campanelli          | 44 166  | 16,88 | 1 627                                | 0,62    |       |
| Civica Popolare        | Salvatore Campanelli          | 44 166  | 16,88 | 831                                  | 0,32    |       |
|                        | Andrea Azzone                 | 10 495  | 4,01  | Liberi e Uguali                      | 10 495  | 4,01  |
|                        | Michele Bellomo               | 2 323   | 0,89  | Potere al Popolo!                    | 2 323   | 0,89  |
|                        | Antonio Mitolo                | 1 588   | 0,61  | CasaPound                            | 1 588   | 0,61  |
|                        | Giuseppe Mariani              | 1 572   | 0,60  | Il Popolo della Famiglia             | 1 572   | 0,60  |
|                        | Angelo Maglione               | 1 321   | 0,50  | Italia agli Italiani                 | 1 321   | 0,50  |
|                        | Sabina Degni                  | 809     | 0,31  | Partito Comunista                    | 809     | 0,31  |
|                        | Vito Calabrese                | 301     | 0,12  | PRI - ALA                            | 301     | 0,12  |
|                        | Giuseppina Renzulli           | 231     | 0,09  | Lista del Popolo per la Costituzione | 231     | 0,09  |
| Totale                 | Totale                        | 261 647 | 100   |                                      | 261 647 | 100   |
|                        |                               |         |       |                                      |         |       |
| Voti non validi        | Voti non validi               | 7 585   | 2,82  |                                      |         |       |
| Votanti                | Votanti                       | 269 232 | 68,95 |                                      |         |       |
| Elettori               | Elettori                      | 390 501 |       |                                      |         |       |